# 沖縄県のローカルヒーロー一覧
沖縄県のローカルヒーロー一覧（おきなわけんのローカルヒーローいちらん）は、沖縄県で作られたローカルヒーローの一覧記事。

## 一覧
- ゴーヤーマン - NHK『ちゅらさん』から派生した、沖縄のゴーヤーのマスコットキャラクター。
- 黄金戦隊かぼっちゃマン - 南風原町のローカル戦隊。主に沖縄県内を中心に活躍。CM等にも出演。
- オーラセイバー - 南城市玉城地区のローカル戦隊。
- 海鮮戦隊シーレンジャー - 伊是名村のローカル戦隊。
- シーサーレンジャー - 那覇市。
- Jナゴ仮面 - 名護市。
- 美ら海戦隊ウチナーンジャー（ちゅらうみせんたい-） - ストラップなどのグッズ販売で沖縄県全体をアピールする。
- 美ら結シンカ・ムムヌチハンター（ちゅらゆい-） - 那覇市のローカル戦隊。イラストのみ。
- りゅうぎんロボ - 琉球銀行のマスコットであるスーパーロボット。アニメによるCM。
- デイゴーマン - 大同火災のマスコットヒーロー。
- 伝統神ウルマー - うるま市商工会青年部が運営している。
- 闘牛戦士ワイドー - トクサツガガガ著者丹羽庭がコスチュームデザイン担当。2018年テレビドラマ化
- ハルサーエイカー
- ヨナバルファイタースリー - 与那原町のローカル戦隊。与那原町の活性化が目的[1]。
- 琉球超人パパヤー
- 琉神マブヤー - 豊見城市の土産品業者が中心となり、県内企業約30社が参加して創案した地域ヒーロー。超神ネイガーのスタッフがデザインに協力。
- ローカル戦隊とかしきボンバーズ - 渡嘉敷村のローカル戦隊。
- 安全+第一大知マン ‐ 大知建設の広告用キャラクターから生まれたヒーロー。2020年テレビドラマ化。
- 天声戦士アライブ - 沖縄ラジオパーソナリティが伝身した姿。FM那覇で定期番組を持つ。動画配信も行う。
- イトマンマン - 糸満市 の魅力を世界へ発信するヒーロー。テレビラジオ新聞で取り上げられ、TwitterやYouTubeやTikTokなどのSNSで活躍中。主題歌は「あぁ、糸満」、アーティストはマグマ。